# Staatskanzlei des Landes Nordrhein-Westfalen
Die Staatskanzlei des Landes Nordrhein-Westfalen ist die Staatskanzlei des nordrhein-westfälischen Ministerpräsidenten. Der Sitz ist in Düsseldorf. Seit dem 30. Juni 2017 ist Nathanael Liminski (CDU) Chef der Staatskanzlei (CdS).

## Leitung
Seit dem 30. Juni 2017 fungiert Nathanael Liminski (CDU) als Chef der Staatskanzlei (CdS), aktuell als Teil des Kabinetts Wüst II. In den Kabinetten Laschet und Wüst I übte er diese Funktion als Staatssekretär aus, am 29. Juni 2022 wurde er von Ministerpräsident Hendrik Wüst zusätzlich zum Minister für Bundes- und Europaangelegenheiten, Internationales sowie Medien berufen. Seitdem ist Bernd Schulte als Staatssekretär Amtschef der Staatskanzlei. Zudem ist Schulte seit 2025 Staatssekretär für Bundesangelegenheiten und Medien. Die 2017 neu geschaffene Abteilung „Sport und Ehrenamt“ wird ebenfalls von einer eigens berufenen Staatssekretärin geführt, die unmittelbar dem Ministerpräsidenten berichtet. Seit 2017 hat diesen Posten Andrea Milz inne.
Regierungssprecher ist seit 2017 Christian Wiermer. Seit 2025 ist er zudem Staatssekretär für Europa und Internationales.

## Stellung und Aufgaben

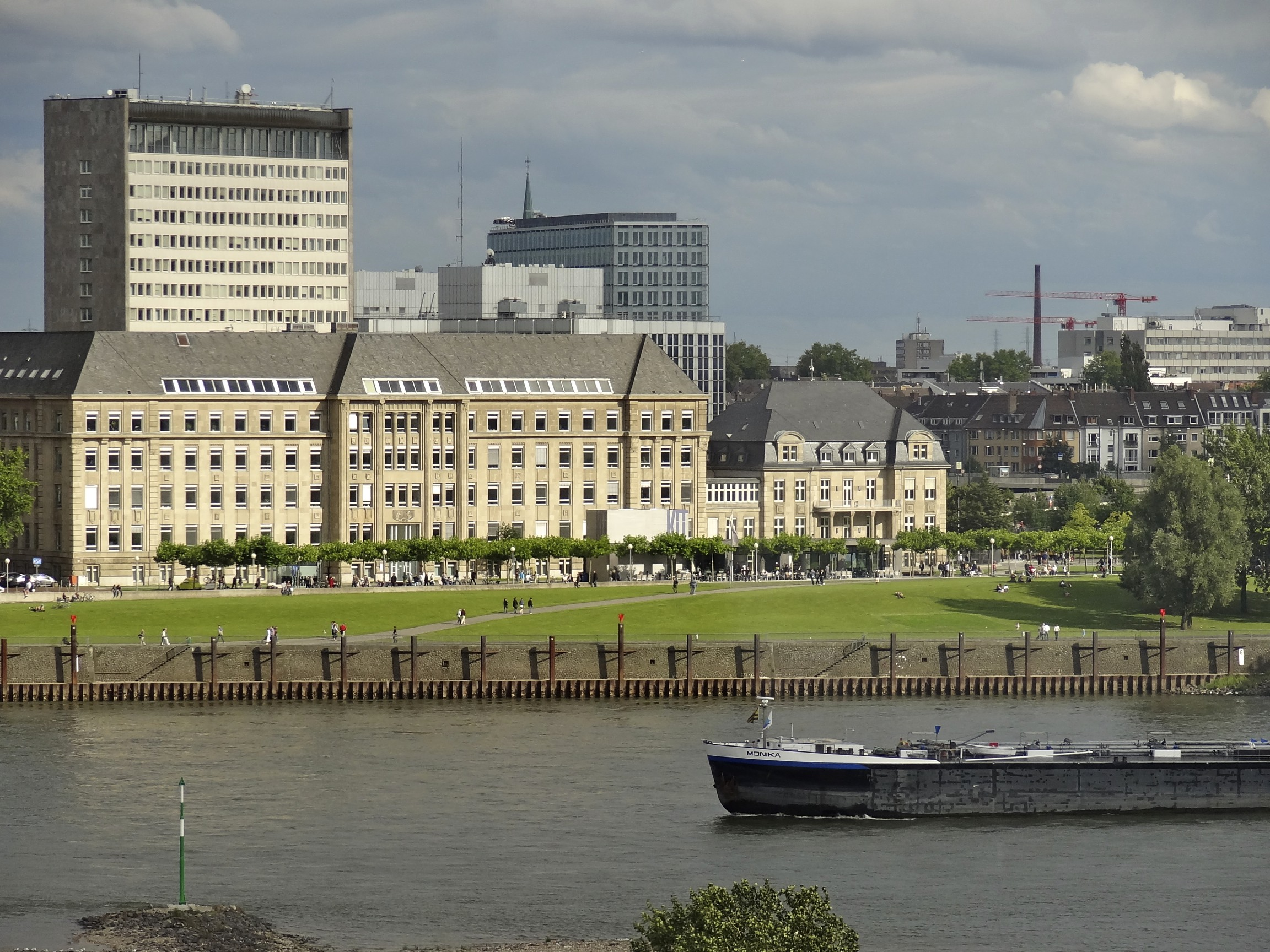
Landeshaus Düsseldorf – Sitz der Staatskanzlei

Der Ministerpräsident wird durch Beamte und Angestellte der Staatskanzlei unterstützt. Neben der Unterstützung des Ministerpräsidenten gehören zu deren Aufgaben die Regierungsplanung und Ressortkoordination, Verfassungsangelegenheiten, Protokoll- und Ordensangelegenheiten, Rechtsaufsicht über den Rundfunk sowie die Presse- und Öffentlichkeitsarbeit der Landesregierung.
Außerdem hat die Regierungszentrale wichtige Aufgaben in den Feldern Europa, Internationales und Bundesangelegenheiten. Dazu sind im Bereich der Staatskanzlei der Minister für Bundes- und Europaangelegenheiten sowie Internationales des Landes Nordrhein-Westfalen („Bundesratsminister“, kurz MBEI NRW) und der Bevollmächtigte des Landes Nordrhein-Westfalen beim Bund tätig, aktuell Mark Speich. Die ursprüngliche Eigenständigkeit des nordrhein-westfälischen „Bundesratsministeriums“, aus dem der MBEI NRW hervorging, wurde 1998 aufgehoben.

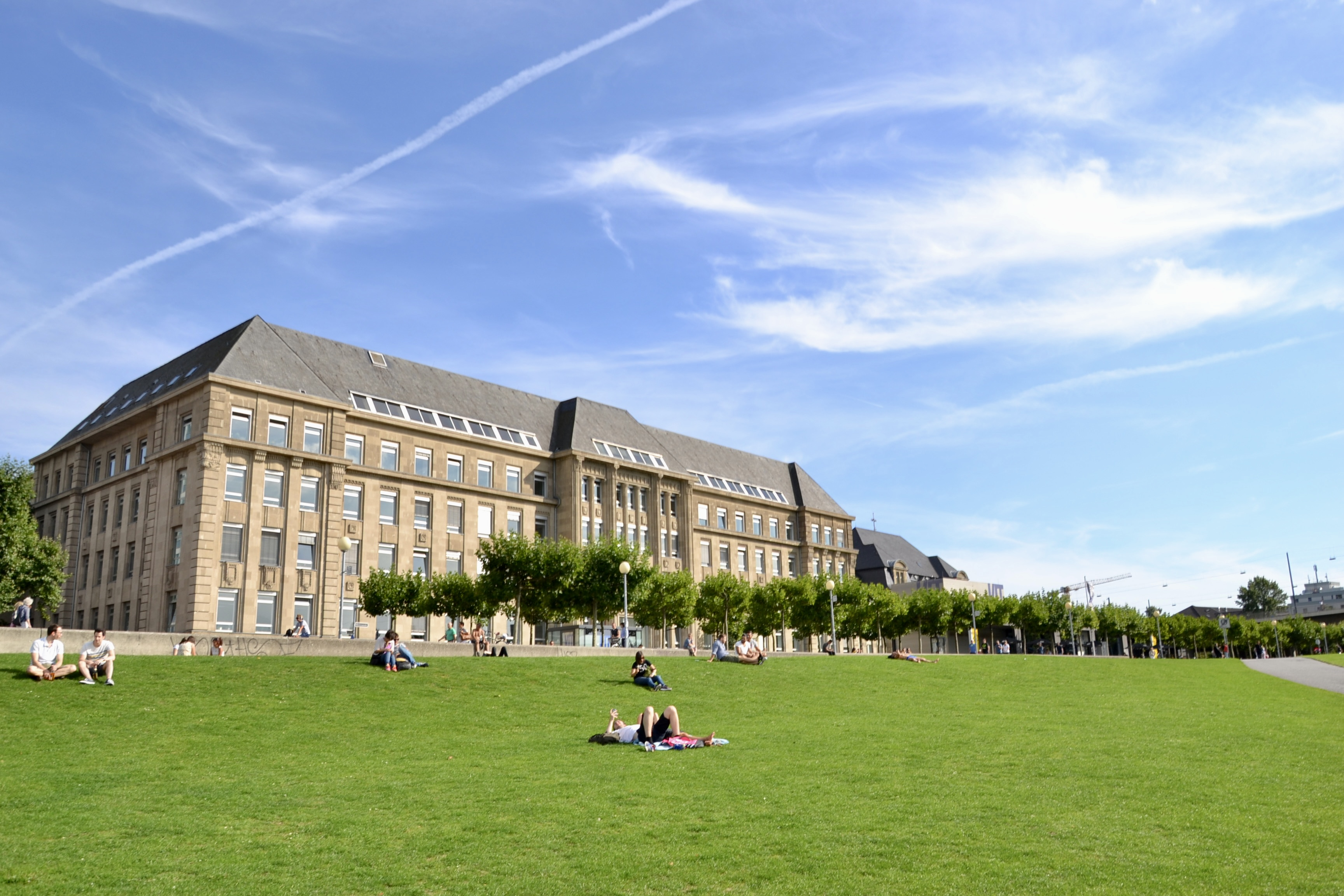
Staatskanzlei des Landes Nordrhein-Westfalen und Apollowiese

Ab dem 31. August 2017 war die Staatskanzlei auch unmittelbar für die Medienpolitik des Landes Nordrhein-Westfalen verantwortlich. Dieses Ressort wurde vom Minister für Bundesangelegenheiten, Europa und Medien des Landes Nordrhein-Westfalen (MBEM) auf den Ministerpräsidenten zurückübertragen, nachdem es Kritik an einer möglichen Befangenheit des als MBEM vorgesehenen früheren WAZ-Gesellschafters Stephan Holthoff-Pförtner gegeben hatte, der schließlich nur noch als MBEI amtierte und die Verwaltung des Medienressorts (M) an den Chef der Staatskanzlei abgab. Dieser fungierte seitdem zugleich als Medienstaatssekretär der Landesregierung. Im Zuge der Bildung des Kabinetts Wüst II wurde diese Änderung rückgängig gemacht.
Siehe auch: Politisches System Nordrhein-Westfalens

## Organisationsstruktur
Insgesamt besteht die Staatskanzlei aus den folgenden sechs Abteilungen, zwei abteilungsfreien Gruppen und zwei weiteren Dienststellen:
- Landespresse- und Informationsamt (LPA, geleitet von Regierungssprecher Christian Wiermer)
- Ministerpräsident, Protokoll, Veranstaltungen (Abt. M)
- Politische Planung (Gruppe P)
- Medien- und Netzpolitik (Gruppe MN)
- Zentralabteilung (Abt. I)
- Ressortkoordination (Abt. II)
- Sport und Ehrenamt (Abt. III)
- Europa, Internationale Angelegenheiten (Abt. IV)
- Vertretung des Landes beim Bund (LV Bund)
- Vertretung des Landes bei der Europäischen Union (LV EU)

Da der Minister für Bundes- und Europaangelegenheiten sowie Internationales zum Geschäftsbereich des Ministerpräsidenten gehört und organisatorisch in die Staatskanzlei integriert ist, führt er kein eigenes Ministerium, sondern drei ihm zugeordnete Arbeitseinheiten der Staatskanzlei, die nicht dem Chef der Staatskanzlei unterstehen: Es handelt sich um die Abteilung „Europa, Internationale Angelegenheiten“ sowie die beiden Landesvertretungen in Berlin und in Brüssel.

## Sitz

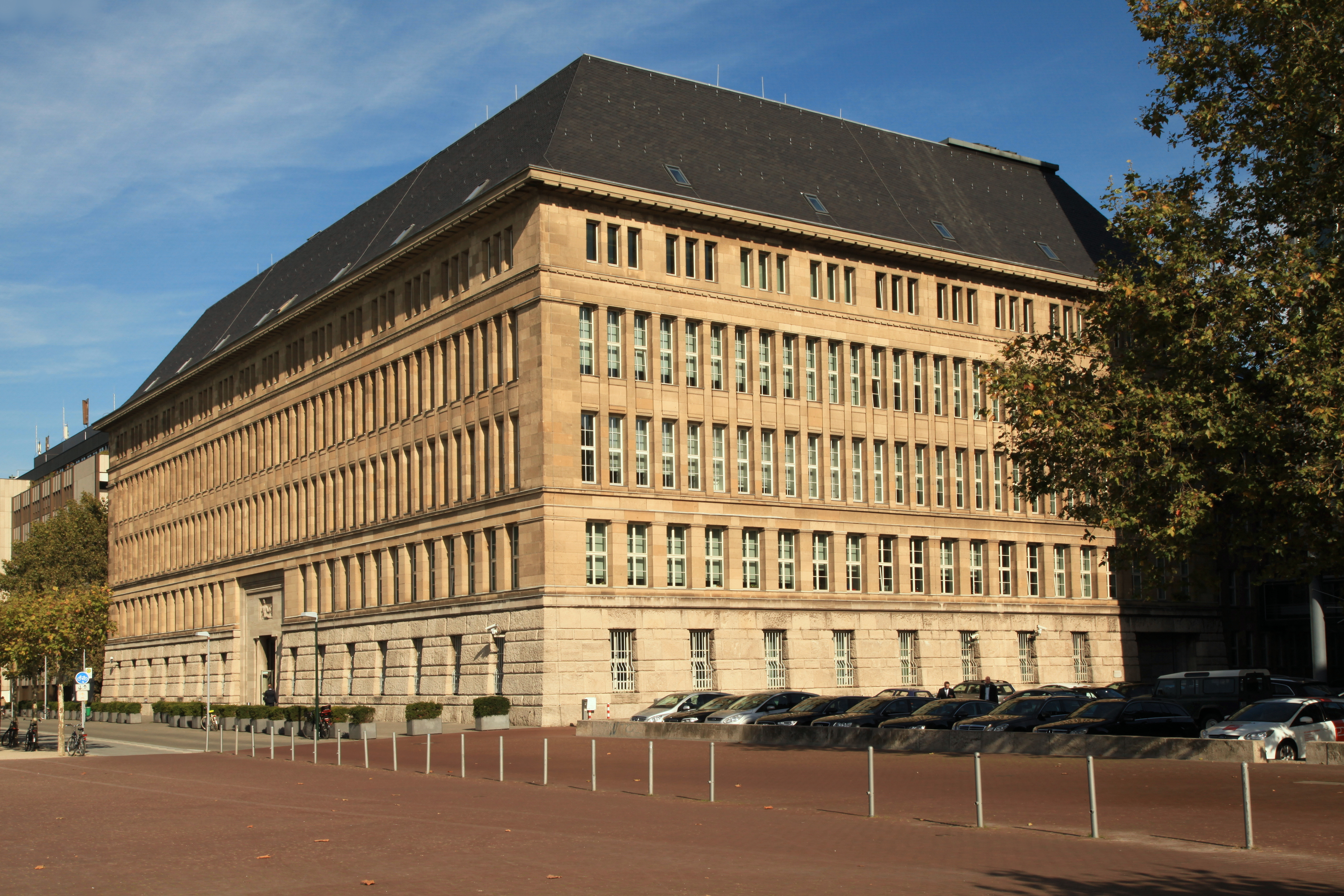
Mannesmann-Haus

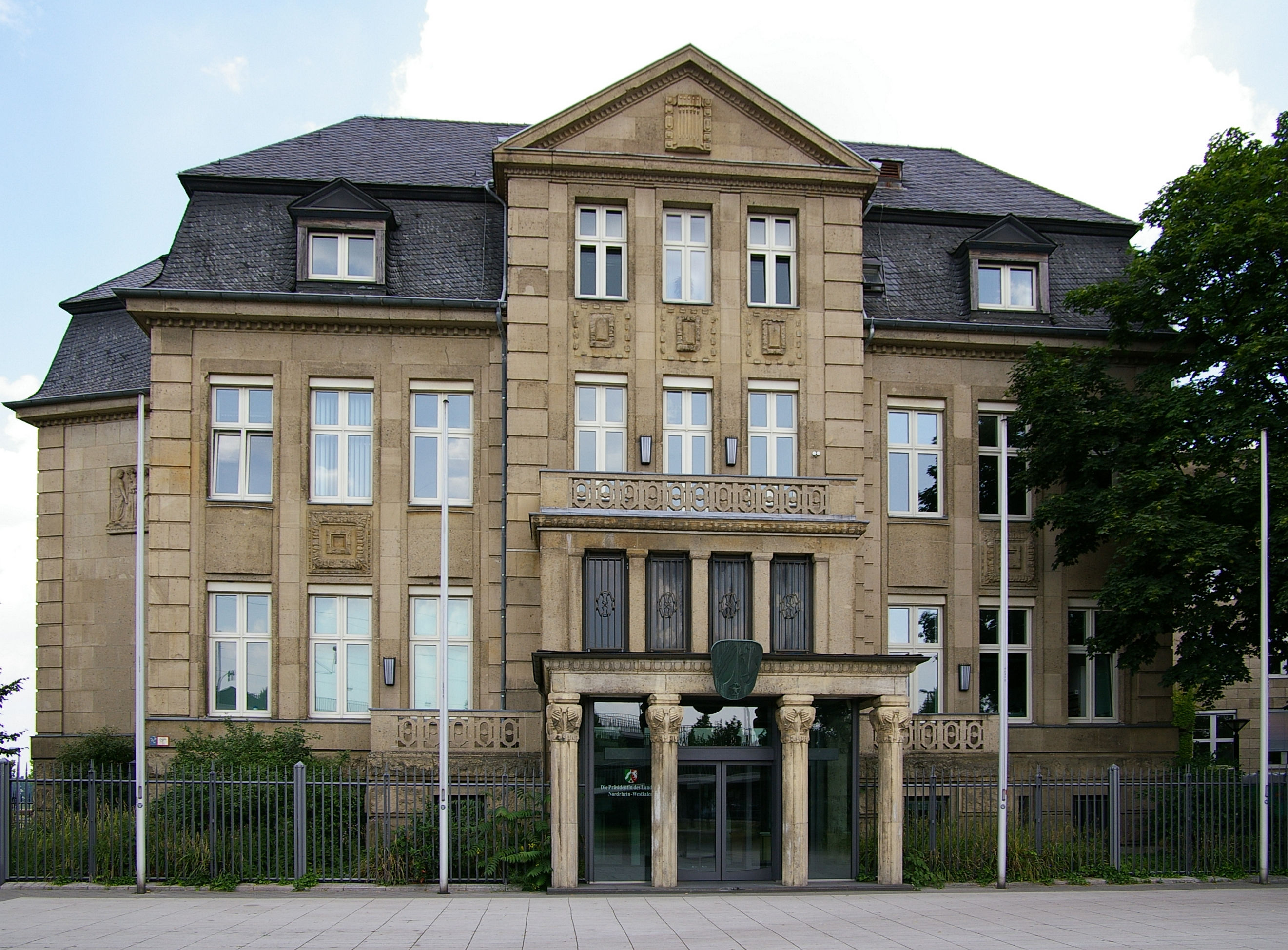
Villa Horion

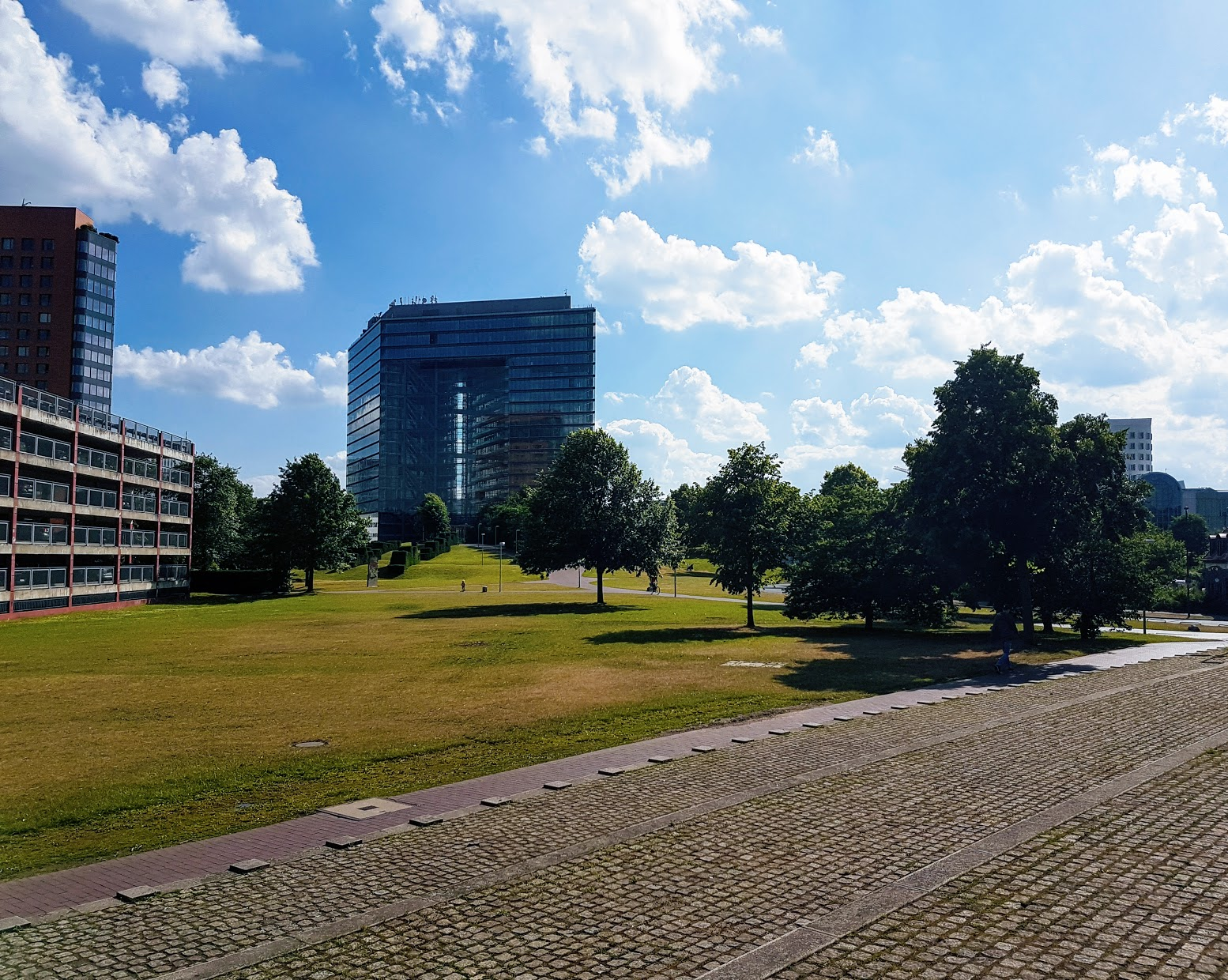
Stadttor Düsseldorf (2017)

Die Staatskanzlei des Landes Nordrhein-Westfalen befindet sich heute wieder im Landeshaus. Das Gebäude liegt im Regierungsviertel der Landeshauptstadt Düsseldorf.
Erster Sitz der Staatskanzlei war bis 1953 das Mannesmann-Haus am Düsseldorfer Rheinufer.
Danach, bis 1999, war die nach Johannes Horion benannte, 1911 erbaute, neoklassizistische palaisartige Villa Horion am Rheinufer Sitz des Ministerpräsidenten, die Staatskanzlei war im baulich verbundenen Landeshaus angesiedelt. 1999 wurde auf Initiative des damaligen Ministerpräsidenten Wolfgang Clement dieser  Standort aufgegeben, stattdessen wurden Räumlichkeiten im rund 500 m entfernten Stadttor-Hochhaus angemietet. Dort hatte die Staatskanzlei bis 2017 ihren Sitz, als Armin Laschet mit der Staatskanzlei wieder in das Landeshaus zog. 
Die Villa Horion wird heute vom Landtag zu verschiedenen Anlässen und Zwecken genutzt, u. a. für Empfänge und als Sitz des Petitionsausschusses. Scherzhaft wird die Villa Horion auch Pförtnerhäuschen von Mannesmann genannt, da sie stets im „baulichen Schatten“ der Mannesmannbauten (Mannesmann-Haus und Mannesmann-Hochhaus) stand und daher als wenig repräsentativ für den Sitz eines Ministerpräsidenten des größten deutschen Bundeslandes erschien.
Es hatte auch den Vorschlag gegeben, das Ständehaus als neuen Sitz des Ministerpräsidenten zu nutzen; dieses stand nach dem Umzug des Landtages in das jetzige Parlamentsgebäude zunächst leer. Der Vorschlag wurde jedoch nicht umgesetzt.